# Freeport, Bahamas
Freeport este un oraș situat în partea de sud a insulei Grand Bahama, ce aparține statului Bahamas. La recensământul din 35.650 avea o populație de 5.700 locuitori. Localitatea este cunoscută pentru zona liberă adiacentă portului, ceea ce îi facilitează o intensă activitate comercială. Turism. Aeroport internațional (cod IATA: FPO, cod ICAO: MYGF).